# ΜFluids@Home
μFluids è un progetto di calcolo distribuito per la simulazione del comportamento di fluidi a due fasi in condizioni di microgravità e microfluidità.

## Scopo del progetto
Lo scopo della simulazione è di studiare dispositivi migliori per la gestione del propellente per satelliti.

Inoltre cerca di capire come indirizzare un fluido all'interno di un MEMS (Micro Electro-Mechanical Systems).

## Software
La parte di calcolo è svolta da un software che utilizza la struttura del Berkeley Open Infrastructure for Network Computing ed è usabile su GNU/Linux, macOS e Microsoft Windows.